# Petr Pávek
Petr Pávek (* 13. května 1963 Praha) je český politik, v letech 1998–2010 starosta obce Jindřichovice pod Smrkem v Libereckém kraji a tamní lídr Strany zelených ve volbách 2006. V únoru 2007 se stal náměstkem ministra pro místní rozvoj, do jehož kompetencí spadala bytová politika, územní plánování a stavební řád. Toto místo opustil v lednu 2008. V letech 2017–2021 byl poslancem Poslanecké sněmovny PČR jako člen hnutí Starostové pro Liberecký kraj, který byl zvolen na kandidátce STAN.
Mezi jeho nejznámější aktivity v úřadu starosty v letech 2002–2006 patří stavba dvojice větrných elektráren („větrné farmy“), kotelny na biomasu, zřízení Mezinárodního universitního a inovačního centra a v září 2003 vydání vyhlášky zakazující do obce vstup úředníků bez předchozího ohlášení, proslavené v médiích a následně zrušené Ústavním soudem, který ovšem současně konstatoval, že byrokratické nároky na obce jsou příliš velké.
Jeho působeni v roli starosty Jindřichovic pod Smrkem je často spojováno se zmíněným kontroverzním projektem výstavby větrné farmy v Jindřichovicích, který dle kritiků nepřinesl do obecní pokladny očekávané příjmy, naopak na dlouhou dobu zatížil obecní rozpočet splátkami investice a úvěrů.[zdroj?]

## Životopis
Vyučil se v oboru mechanik-elektronik u ZPA Košíře v Praze, maturitu získal na střední odborné škole elektroprůmyslové tamtéž roku 1981. Krátce pracoval ve Výzkumném ústavu matematických strojů v Praze, ve školním roce 1981–1982 studoval na elektrotechnické fakultě ČVUT. V roce 1982 emigroval přes Rakousko do Německa, kde strávil patnáct měsíců v uprchlickém táboře, než mu byl udělen politický azyl. Během této doby se v Alpách věnoval své dlouholeté vášni – horolezectví.
V emigraci se živil a studium na Vysoké odborné škole v Mnichově (obory Podniková ekonomika, elektronické zpracování dat) platil příležitostnými pracemi od mytí nádobí přes hrobníka až po montéra. Od roku 1988 podnikal v oblasti informačních technologií.
Po sametové revoluci se vrátil do Česka, kde založil řadu firem (počítačových, stavební – mj. karlštejnské golfové hřiště). V roce 1994 se přestěhoval z Prahy do Jindřichovic pod Smrkem. V polovině roku 1996 v Kanadě dokončil postgraduální studium a 6 měsíců cestoval po USA.
Petr Pávek je zřizovatelem a předsedou správní rady Nadace Petra Pávka, ředitelem Agentury mikroregionálního rozvoje v Jindřichovicích, předsedou správní rady ČSAD Liberec a předsedou správní rady akciové společnosti CRANBERRY WINDMILLS CZ a.s. Ve většině případů jde o firmy, spojené s dodávkami prací a služeb v alternativní energetice.
Je rozvedený a žije v Jindřichovicích pod Smrkem.

### Politické působení
Po návratu se rozhodl vstoupit do politiky a v roce 1997 se stal členem liberecké pobočky ODA. Už v květnu se stal mluvčím strany, dojížděl do Prahy a pracoval pro předsedu Michaela Žantovského. V březnu 1998 prohrál v boji o předsednické křeslo ODA s Danielem Kroupou a odešel do politiky komunální. Starostou Jindřichovic se stal na podzim 1998.
V letech 2000 a 2004 byl zvolen zastupitelem Libereckého kraje za Stranu pro otevřenou společnost, jejíž kandidátku v obou volbách vedl. Po volbách do krajského zastupitelstva v roce 2004 byl některými médii a politickými protivníky kritizován za to, že vedle ODS vyjednával o koalici současně i s KSČM; sám odpovídá, že šlo pouze o jednu informativní schůzku za účasti ČSSD. V červnu 2005 se v médiích objevil jeho spor s ministerstvem financí o to, zda má právo zařadit Jindřichovice do seznamu předlužených obcí.
Ve volebním období 2000–2004 byl členem Výboru pro vnější vztahy a integraci do EU zastupitelstva Libereckého kraje.
K 1. říjnu 2005 rezignoval na post krajského zastupitele, v prosinci vstoupil do Strany zelených, jejíž nový předseda Martin Bursík mu nabídl vedení krajské kandidátky v parlamentních volbách 2006. Na volební konferenci v lednu nakonec získal druhé místo za českolipským ekologickým aktivistou Miroslavem Hudcem; republiková rada se v únoru pokusila ho přesunout na první místo, ale těsné hlasování prohlásila revizní komise za neplatné pro nedosažení nadpoloviční většiny všech členů. Hudec se nato prvního místa sám vzdal.
Ve volbách do Poslanecké sněmovny PČR roku 2006 získal Pávek (kandidující za Stranu zelených) 3603 (17,45%) preferenčních hlasů (absolutním počtem hlasů čtvrtý nejlepší výsledek z politiků všech stran v Libereckém kraji). Strana zelených zde navíc získala procentuálně nejvíc hlasů v Česku (9,58 %). Tyto výsledky však na zisk mandátu přesto nestačily, neboť v Libereckém kraji se vinou malého počtu obyvatel (voličů) rozděluje pouze 8 mandátů a d'Hondtova metoda užívaná při jejich rozdělování preferuje větší strany. Petr Pávek podal ústavní stížnost jak na vlastní počítání hlasů, tak především na pravidla k jejich rozdělování, která byla Ústavním soudem odmítnuta.
V komunálních volbách v roce 2006 obhájil post zastupitele obce Jindřichovice pod Smrkem jako člen SZ na kandidátce subjektu Jindřichovický patriot. Na konci října 2006 byl zvolen starostou obce již pro třetí funkční období. Také ve volbách 2010 kandidoval za Jindřichovického patriota (tentokrát již jako nestraník), ale neuspěl. Na konci října 2010 tak skončil i ve funkci starosty. O návrat se pokusil ve volbách 2014 (nestraník za Jindřichovického patriota), ale ani tentokrát neuspěl (stal se prvním náhradníkem).
Ve volbách do Poslanecké sněmovny PČR v roce 2017 kandidoval jako člen SLK na kandidátce hnutí STAN v Libereckém kraji a stal se prvním náhradníkem. Po rezignaci Martina Půty na poslanecký mandát se dne 24. listopadu 2017 stal poslancem. V červenci 2018 se neúčastnil hlasování o důvěře druhé vlády Andreje Babiše.
V komunálních volbách v roce 2018 byl jako člen hnutí SLK zvolen zastupitelem obce Jindřichovice pod Smrkem, když vedl místní kandidátku Starostů pro Liberecký kraj. Ve volbách do Poslanecké sněmovny PČR v roce 2021 již nekandidoval. V komunálních volbách v roce 2022 kandidoval jako nezávislý za subjekt „Jindřichovický patriot“, ale neuspěl. Skončil tak ve funkci zastupitele obce.

## Obchodní, řídící a správní aktivity
podle výpisu z obchodního rejstříku:
- CITADELA, a. s., předseda představenstva (od června 1990 do května 1998)
- Golf and Country Club Karlštejn, a. s. (Praha-Karlštejn Golf Klub, a. s.; Praha Karlštejn Golf Klub, a.s.), místopředseda představenstva: (od října 1991 do května 1993), předseda (od května 1993 do března 1997)
- První mezinárodní kapitálová s. r. o., jednatel (od února 1994 do června 2004)
- Lázně Thomayer, s. r. o. (GOLFSERVIS, spol. s r.o.), jednatel (od července 1994 do září 1994)
- QUADIS, a. s. v likvidaci, člen představenstva (od srpna 1994 do března 2000)
- Nadace Petra Pavla Pávka, předseda správní rady (od března 1999)
- ČSAD Liberec a. s., předseda dozorčí rady (od října 2000)
- Vzdělávací a setkávací centrum mikroregionu, s. r. o. v likvidaci (DuG, spol. s r.o), jednatel (od února 2002 do září 2004)
- Agentura mikroregionálního rozvoje, p. o., ředitel (od března 2002 do března 2005)
- RESEC, s. r. o., jednatel (od února 2003 do listopadu 2004), společník (od února 2003)
- P.F. Consulting s. r. o., jednatel (od listopadu 2003 do července 2006)
- CRANBERRY WINDMILLS CZ a. s., předseda dozorčí rady (od srpna 2005), člen (od ledna 2004)
- Frýdlantská vodárenská společnost, a. s., člen dozorčí rady (od října 2004)

### Ve zpravodajství
- Rozhovor s Petrem Pávkem na serveru i-noviny.cz
- Pávek zkouší dvě vlády: s KSČM i s ODS - článek HN o povolebních jednáních na podzim 2004
- Kontroverzní starosta Pávek odejde z krajského zastupitelstva - zpráva ČTK převzatá z MF DNES
- Zpráva o sestavování kandidátky SZ, leden 2006
- Reportáž z předvolební debaty o daních s Pávkovou účastí, LN 28. dubna 2006